# Mishné Tora
Mishne Tora (hebr. משנה תורה) eller Jad hachazaka ("Den stærke hånd", hebr. יד החזקה) er en kodificering af halakha skrevet af Rambam. Indledningen hertil, Sefer hamitzvot, der i modsætning til resten af værket er skrevet på arabisk, er en optælling og udspecificering af Toraens 613 bud. Værket er opdelt i 14 bøger.
| Religion | Spire Denne religionsartikel er en spire som bør udbygges. Du er velkommen til at hjælpe Wikipedia ved at udvide den. |